# Темний ельф (трилогія)
Трилогія «Темний ельф» є передісторією до трилогії «Долина Крижаного Вітру» від Р. А. Сальваторе. Дріззт До'Урден, дроу або темний ельф, спочатку був створений як допоміжний персонаж у трилогії «Лідовий Дол» поряд з варваром Вульгаром. Однак автор швидко усвідомив популярність цього персонажа, і Дріззт став головним героєм. Остання книга «Перебування» («Sojourn») потрапила до списку бестселерів «Нью-Йорк Таймс».

## Книги
Трилогія складається з:
1. Батьківщина («Homeland») (1990) — це історія Дріззта від часу й обставин його народження до виховання серед дроу (темних ельфів). Книга вводить читача у Мензоберранзан, місто-батьківщину дроу. Звідси читач слідує за Дріззтом у його пошуках, щоб дотримуватися своїх принципів в країні, де такі почуття загрожують з боку всієї його родини, включаючи матір Матрону Маліс.
2. Вигнання «Exile» (1990) — це історія Дріззта поза межами міст дроу, у відкритій дикості Підмороку. Протягом десяти років після його відкидання власного дому він залишається лише зі своєю вірною Гуенгвіар, магічною пантерою, яку він здобув у «Батьківщині». Дріззт також зіштовхується з великими небезпеками, які він зустрічає та вирішує завдяки своїм шаблям. Борючись з протиріччям емоцій, що включають його невдачу у Мензоберранзані та глибоке горе за свого батька і друга Закнафейна, він вирушає на поверхню, щоб зустріти нові небезпеки.
3. Перебування («Sojourn») (1991) — це історія Дріззта, який виходить на поверхню світу та стикається з ворожістю через погану славу свого роду. Вона описує його спроби знайти своє місце серед людей, що живуть між містом Сандабар і Цитаделлю Адбар. Його відкидають, переслідують, поки він не зустрічає і не живе зі старим сліпим чоловіком, на ім'я Монтоліо Де Бруше. Монтоліо навчає Дріззта, що означає стати рейнджером, і разом вони захищають дім Муші від нападу місцевих орків. Дріззт урешті покидає область Сандабара і вирушає до Льодового Вітру, де знаходить друзів у Кетті-брі та Брюенора Батлхаммера й знаходить місце, яке може назвати своїм домом.

## Персонажі
- Родді Макгрістл — людський мисливець за головами, який має двох собак, яких використовує для полювання, і має сокиру на ім'я «Кровожер». Він шукає грошову винагороду за Дріззта, який вбиває одного з собак і поранює іншого. Втрачаючи вухо та отримуючи шрам на обличчі, коли він сікає дерево своєю сокирою, він наполягає на тому, що Дріззт його поранив. Він починає переслідувати будь-які чутки про Дріззта, щоб помститися йому, використовуючи смерть Тістлдаунів як вигідний привід для залучення людей на допомогу. Насправді він мало цікавиться Тістлдаунами і пізніше навіть не цікавиться грошовою винагородою, частково тому, що було встановлено, що Дріззт не брав участі в їх вбивстві. Роблячи свою злість особистою, він нарешті відстежує Дріззта до Льодового Вітру, але Родді легко піддається, хоча Дріззт не може вирішитися покінчити з життям цього чоловіка. Після цього його виганяють з гори Брюенором, і про нього нічого більше не чули.
- Клакер — це пех, який був перетворений людським чарівником у Крюкового Жаха. Під впливом цього заклинання він забуває своє ім'я, багато з минулого, і врешті-решт його розум починає перетворюватися на розумної тварини. Він зустрічається з Дріззтом та Бельваром Діссенгулпом, коли вони подорожують через Підморок. Троє з них шукали чарівника, що наклав закляття на Клакера; однак, Клакер непередбачувано вбив його, коли коментар чарівника спровокував його до первісної злості його інстинктів Крюкового Жаха. В кінцевому підсиленні він стає більш злагодженим з землею, ніж звичайний пех. Він використовує свої здібності, щоб врятувати своїх друзів, а потім просить їх вбити його, перш ніж він повністю перетвориться. Закнафейн вбиває його, а його тіло, повернувшись до своєї справжньої форми, кидають у басейн з кислотою.
- Бельвар Діссенгулп — колишній охоронець-коридорник свірфнеблінів, іншої людоподібної раси у Підземеллі. Десять років до подій «Вигнання», Дріцт був частиною рейдерської групи Мензоберранзану, яка напала на гірничу групу свірфнеблінів, під керівництвом Бельвара. Знову проявилася милосердна природа Дріззта, і він переконав свою групу дати Бельвару життя (використовуючи виправдання, що він може служити попередженням свірфнеблінів про небезпеку наближення до Мензоберранзана). Однак брат Дріззта, Дінін, вирішив відсікти обома руками Бельвара для прикладу. 10 років після самовільного вигнання Дріззта, він вирушив у місто свірфнеблінів Блінгденстоун, де він попросив поговорити з Бельваром, чиї руки були замінені магічним молотком і кайлом. Колишній охоронець-коридорник вирішив взяти Дріззта до свого дому і взяти на себе відповідальність за нього, знаючи, що він зобов'язаний йому своїм життям. Коли Дріззту довелося покинути місто (місто боялося, що дроу полюють на нього), Бельвар вирішив приєднатися до нього в його пригодах через Підморок, і відійшов лише тоді, коли Дріззт повідомив про свої наміри піти на поверхню.
- Келлінділ — лісовий ельф і частина групи Дов Фальконхенд, зустрічає Дріззта та нападає на нього, припускаючи, що він ворог, але після відступу дроу та відсутності насильства він підозрює про добрі наміри Дріззта. Потім він тримає Дріззта під наглядом під час того часу, який він провів з Муші. Він і його ельфи прибувають вчасно, щоб пропонувати допомогу в нападі від Короля Граула та його орків. Він знаходить Родді та бере його в полон з наміром допитати. Однак Родді звільняється та вбиває його.
- Монтоліо Де Бруше — старіючий людський рейнджер, прізвисько «Муші». Хоча він осліп у битві проти дракона, він навчився використовувати свої інші почуття, а також своє з'єднання з природою, щоб компенсувати свій недуг. Саме він виявив справжнє призначення Дріззта як рейнджера і навчив його, як прийняти його та використовувати його здібності. Незадовго до смерті Муші він вимусив пообіцяти Дріззта спробувати знайти своє місце у світі, а не марнувати час у лісі самотньо; коли Муші помер у сні, Дріззт виконав обіцянку свого померлого друга.

## Прийом
«Батьківщина» отримала позитивну рецензію від критика Сінді Спіер з SF Site. Вона зазначила, що роман був вражаючим початком для характеристики Дрізта.
26 березня 1991 року «Перебування» дебютувало на 13 місці в списку бестселерів «Нью-Йорк Таймс». Ян Стрелець оцінив останню книгу трилогії, «Перебування», на «B+». Він заявив, що книга виявилася короткою і, хоча не неймовірною, але важливою складовою міфів про Дріззт.